# Эра Водолея (ролевая игра)
«Э́ра Водоле́я» — российская настольная ролевая игра в жанре мистического детектива. Выдержала две значительно отличающиеся друг от друга редакции, опубликованные в 2000-м и 2011-м годах. Обе редакции оформлены иллюстрациями в стиле манга.

Обложка первой редакции

## Вопрос первенства
Первой российской настольной ролевой игрой иногда называют Заколдованную страну, изданную ещё в 1990 году, либо вышедшее в 1997 году Заклятье чёрного мага. Однако, ни «Заколдованная страна», ни «Заклятье чёрного мага» не были настольными ролевыми играми в полном смысле: они имели жёсткий линейный сюжет, практически не включали в себя описание сеттинга, а роль ведущего сводилась к минимуму. Первой же полноценной настольной ролевой игрой стала именно первая редакция «Эры Водолея».

## Первая редакция

### Об издании
«Эра Водолея» появилась как развитие настольной ролевой игры, в которую играли члены московского клуба любителей аниме «РАнМа». Первая редакция была издана в марте 2000-го года издательством Центрполиграф. Книга содержала описание игрового мира и правил игры, причём последние были написаны с таким расчётом, чтобы в них смогли разобраться не только ролевики, но и люди, никогда раньше не сталкивавшиеся с ролевыми играми: книга была предназначена для широкого круга. Жанр и стиль игры в самой книге характеризован как «Мистический детектив с мордобоем, погонями и перестрелками». Авторы — Евгений Медведев и Вячеслав Макаров — выступали под названием «Проект „Семь“» (впоследствии они зарегистрировали одноимённое ООО).

#### Библиографические данные
Евгений Медведев, Вячеслав Макаров. «Эра Водолея. Ролевая игра». — М.: Центрполиграф, 2000. — 288 с. — 5000 экз. — ISBN 5-227-00856-6.

### Мир игры
Мир «Эры Водолея» представляет современную (на момент создания игры — то есть 1990-е годы) Россию, в которой тайная проправительственная организация «Институт прикладной экзофизики» (ИПЭ) борется со сверхъестественными врагами России, российского общества и человечества в целом. Игрокам предлагается играть за автономную команду оперативников ИПЭ или же за независимую команду (цели и средства которой могли существенно отличаться от целей и средств «Института»). ИПЭ в своей деятельности старается опираться на российское законодательство — в той мере, в которой это в принципе возможно для неправительственного тайного общества.
В игровой реальности присутствует магия (разделённая на три независимых школы: европейскую, руническую и шаманскую) и экстрасенсорика (в отдельные умения выделены телепатия, телекинез, ясновидение и пирокинез), а также ангелы, демоны, вампиры, оборотни, домовые, лешие и другие фольклорные и мифические существа.

### Игровая механика
Игровая механика первой «Эры Водолея» является бесклассовой и безуровневой, также не использовалась такая распространённая в настольных ролевых играх модель, как очки жизни и практически не использовались очки опыта. Математическая модель была основана на применении большого количества (в некоторых случаях более десяти штук в одном броске) шестигранных костей. Авторы решили ограничиться шестигранными кубиками, потому что кости с нестандартным количеством граней (например, десяти- и двадцатигранные), широко используемые в зарубежных настольных ролевых играх, в России в продаже были недостаточно доступны. В целом, механика была довольно проста — авторы задались целью сделать её максимально удобной. Однако, в силу ориентирования на кинематографический стиль в ущерб реалистичности и ряда других причин, игровая механика «Эры Водолея» не раз подвергалась критике.

### Дополнения и дальнейшая судьба
Несмотря на определённое количество недостатков и сравнительно небольшой тираж, «Эра Водолея» получила достаточно широкое распространение в России и ближнем зарубежье.
Ещё в 2000 году авторы анонсировали десять будущих дополнений к «Эре Водолея». Среди них были и непосредственно расширения («Бубен среднего мира», «Антитеррор»), и готовые большие сюжеты и вспомогательные материалы для мастеров («Университет», «Две столицы»), и исторические хроники, описывающие прошлое мира «Эры Водолея» («Гардемарины», «Под красным знаменем или три с половиной Рейха»), и многое другое. Но ни одно из анонсированных дополнений так и не увидело свет. Со временем распался и «Проект „Семь“», а в 2010-м году было официально ликвидировано и одноимённое ООО.

## Вторая редакция

Обложка второй редакции

### Об издании
Вторая редакция «Эры Водолея» была опубликована летом 2011-го года, презентация прошла 16 июля на конвенте Ролекон в Москве. Трое её авторов никак не связаны с «Проектом „Семь“», однако на последней странице книги, в разделе «Также в разработке участвовали», Евгений Медведев и Вячеслав Макаров названы «неустанными советчиками и консультантами». Несмотря на это, в предисловии к книге сам Евгений Медведев написал, что «ограничился лишь тем, что благословил её [книгу] и не вмешивался в авторский процесс совершенно». Как и первая редакция, книга описывает игровой мир и содержит свод игровых правил.

#### Библиографические данные
Аврора Николавева, Георгий Эрнен, Ярослав Тхай. «Эра Водолея. Настольная ролевая игра». — М.: Игрология, 2011. — 304 с. — 1000 экз. — ISBN 978-5-9902523-1-8.

### Мир игры
Мир игры не претерпел существенных изменений, но был дополнен: кроме уже известного по первой редакции «Института прикладной экзофизики» были добавлены ещё две организации, преследующие схожие цели с помощью других средств: частное охранное предприятие «ЗАЩИТНИК» и сообщество «Утопистов». Три разных фракции авторы предназначили для игры в трёх разных стилях, которые в первой редакции объединял в себе ИПЭ: «Институт» — для детектива, «ЗАЩИТНИК» — для боевика, а «Утописты» — для приключения. В остальном же игровая реальность осталась прежней.

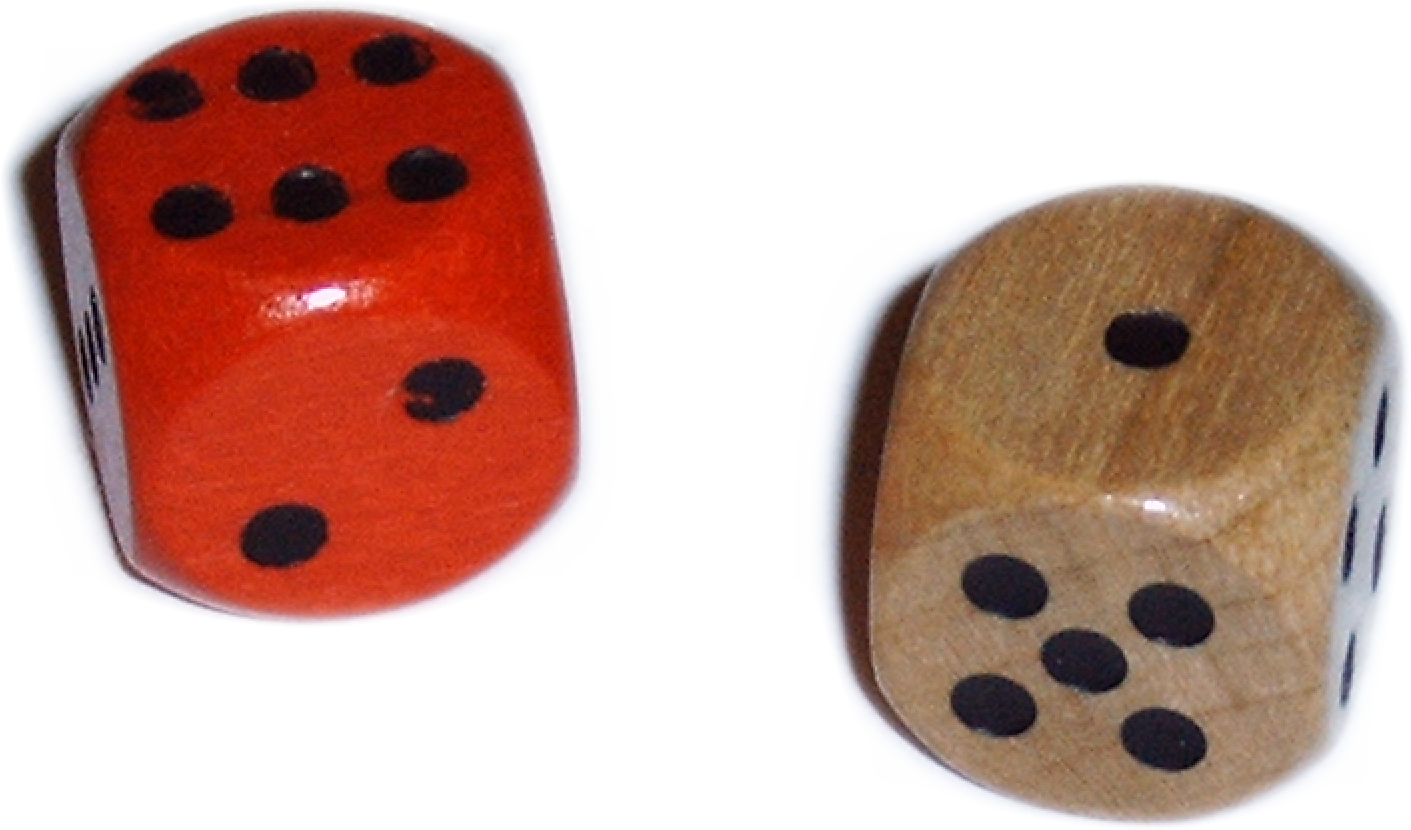
Два шестигранных кубика разных цветов — необходимый минимум для игры во вторую редакцию

### Игровая механика
Игровая механика была полностью переработана в целях приближения к реалистичности и борьбы с манчкинизмом. Несмотря на то, что авторы отказались от большого количества кубиков и сократили его до двух, правила в целом были значительно усложнены и ужесточены. Вторая редакция (как и, в своё время, первая) получила немало отрицательных отзывов об игровой механике.

### Дополнения и дальнейшая судьба
Уже 17 июля 2011 года, в день официальной презентации второй редакции авторы опубликовали на официальном форуме бета-версию «Алой Зари», приквела к «Эре Водолея». Действие «Алой Зари» происходит в 1920-е годы, во время Гражданской войны в России. Немного позже были анонсированы сиквел «Эра звёзд» и несколько других дополнений. Однако (по состоянию на весну 2020 года) ни одно из дополнений опубликовано не было.
16 марта 2012 года вторая редакция «Эры Водолея» получила премию в области настольных игр «Тесера» в номинации «Лучшая игровая книга».